# Daniel B. Allyn

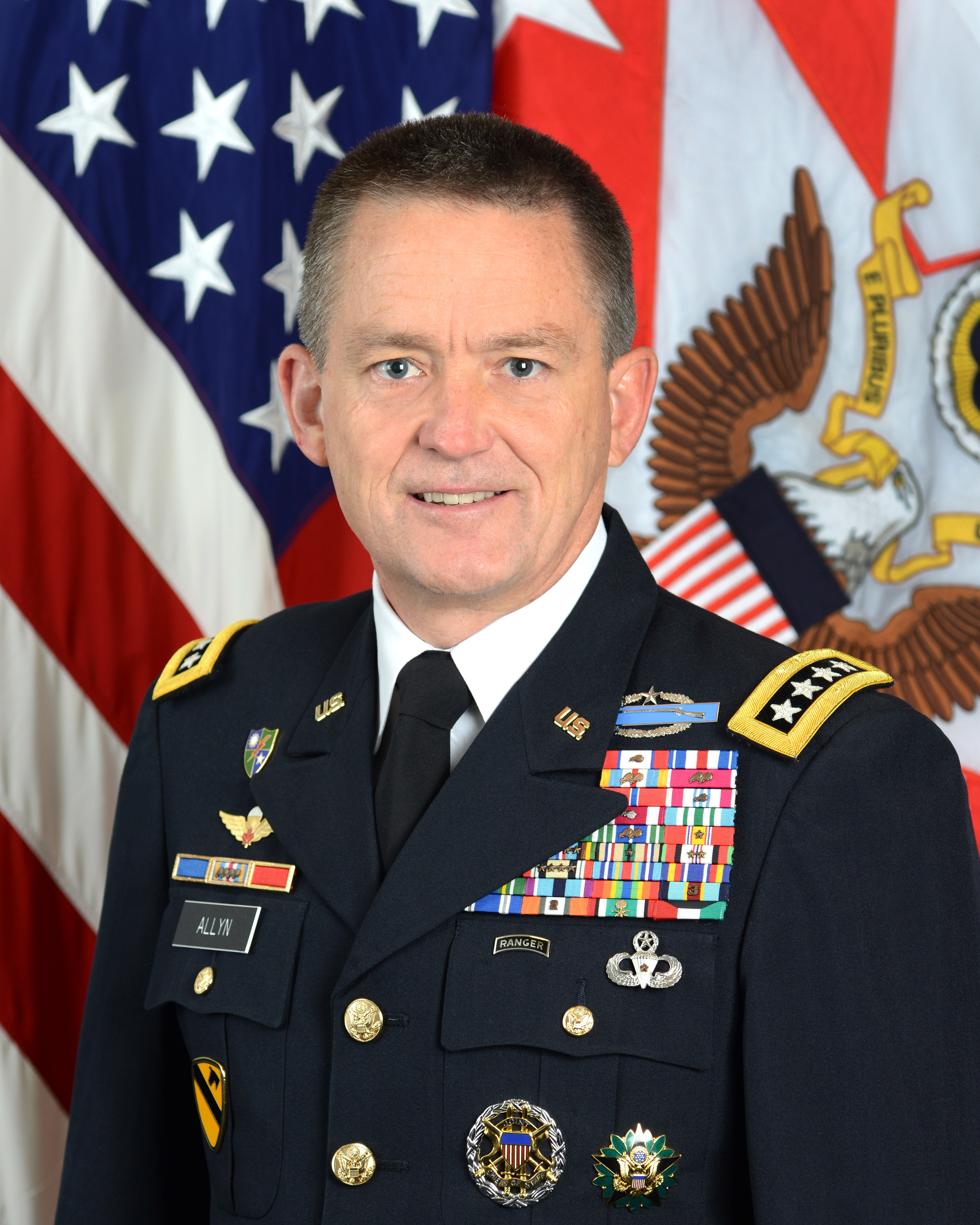
Daniel Allyn (2014)

Daniel Bartlett Allyn (* 24. September 1959 in Berwick, Maine) ist ein ehemaliger General der United States Army (USA). Er war vom 15. August 2014 bis zum 16. Juni 2017 stellvertretender Vorsitzender des Generalstabs seiner Teilstreitkraft (engl.: Vice Chief of Staff of the Army).
Zuvor diente Allen von Mai 2013 an als Befehlshaber des United States Army Forces Command (FORSCOM), dem größten von zwölf Hauptkommandos der U.S. Army mit Sitz in Fort Bragg, North Carolina.

## Biografie
Allyn schloss 1981 ein Studium an der United States Military Academy, West Point, New York ab. Seine weitere Ausbildung umfasst einen Masterabschluss in Strategic and National Security Studies am Naval War College, Newport, Rhode Island.
Er war aktiv in Südkorea, bei der US-Invasion in Grenada (1983), in Ägypten, Panama, Saudi-Arabien, beim Zweiten Golfkrieg in Kuwait, in Irak und beim Krieg in Afghanistan. Er war u. a. Kommandierender General im Rang eines Generalleutnants des XVIII Airborne Corps und von 2010 bis 2012 der 1. Kavalleriedivision.

## Auszeichnungen
Auswahl der Dekorationen, sortiert in Anlehnung an die Order of Precedence of Military Awards:
- Army Distinguished Service Medal mit Eichenlaub
- Silver Star
- Defense Superior Service Medal mit zweifachem Eichenlaub
- Legion of Merit mit zweifachem Eichenlaub
- Bronze Star Medal
- Defense Meritorious Service Medal mit Eichenlaub
- Meritorious Service Medal mit silbernem Eichenlaub
- Joint Service Commendation Medal
- Army Commendation Medal mit dreifachem Eichenlaub
- Army Achievement Medal mit zweifachem Eichenlaub
- National Defense Service Medal mit bronzenem Service Star
- Armed Forces Expeditionary Medal mit zwei bronzenen Service Stars
- Southwest Asia Service Medal mit bronzenem Service Star
- Afghanistan Campaign Medal mit zwei bronzenen Service Stars
- Iraq Campaign Medal mit vier Service Stars
- Global War on Terrorism Service Medal
- Global War on Terrorism Expeditionary Medal
- Korea Defense Service Medal
- Humanitarian Service Medal